# Den Simons
Den Simons (engl. Dan Simmons; Piorija, 4. april 1948) jeste američki pisac, najpoznatiji po svom romanu Hiperion (nagrađen Hugo priznanjem) i nastavku Pad Hiperiona. Ostali romani iz ove serije, nazvane Spev o Hiperionu su Endimion i Uspon Endimiona.
U svojim delima Simons povezuje razne žanrove: naučnu fantastiku, horor i epsku fantastiku, često u okviru istog dela. Tipičan primer Simonsovog običaja mešanja žanrova je roman Pesma boginje Kali iz 1985. godine, nagrađena sa World Fantasy Award. Pored toga, poznat je i kao autor misterija i trilera.

## Biografija
Simons je diplomirao englesku književnost na Vabaš koledžu 1970. godine i 1972. dobio titulu mastera na Vašingtonovom Univerzitetu u Sent Luisu. Nakon toga je radio kao nastavnik u osnovnim školama do 1989.
Ubrzo je počeo da piše kratke priče, iako se nije probio sve do 1982, kada je, uz pomoć Harlana Elisona, njegova kratka priča Reka Stiks teče uzvodno objavljena i nagrađena prvom nagradom na spisalačkom takmičenju magazina Twilight Zone. Prvu knjigu, Pesma boginje Kali je objavio 1985. godine.

## Horor fikcija
Leto noći (1991) opisuje detinjstvo grupe osnovaca koji se udružuju tokom 1960-ih kako bi porazili vekovno zlo koje teroriše njihov rodni grad, Elm Hejven, u Ilinoisu.
Ovaj roman, pohvaljen od strane Stivena Kinga, je sličan Kingovom romanu Stvor, po fokusu na život u malom gradu, kvarenju nevinosti, povratku prastarog zla i preuzimanju odgovornosti za druge koja se javlja na prelazu iz detinjstva u zrelost.
U nastavku Leta noći, romanu Ukleta zima, protagonista, sada odrastao, ponovo posećuje svoj rodni grad, kako bi se suočio sa misterijama koje ga muče u životu. Još jedan pseudo-nastavak je delo Deca noći, u kojem je pisao o liku iz Leta noći, Majku O'Rurku, sada mnogo starijem, katoličkom svešteniku koji je poslat da istraži bizarne događaje u jednom evropskom gradu. Drugi lik iz romana Leto noći, Dejlov mlađi brat Lorens Stjuart se pojavljuje kao sporedan lik u Simonsovom trileru Darvinova oštrica, dok se odrasla Kordi Kuk pojavljuje u romanu Rajske vatre. Odrasli Kevin je glavni lik dela Faces Of Gravity.
Ubrzo posle Leta noći, Simons, koji je do tada stvarao isključivo horor fikciju, počeo je da se fokusira na pisanje naučne fantastike.

## Naučna fantastika
Simons postaje popularan 1989. godine sa izdavanjem Hiperiona, dobitnika "Hugo" i "Lokus" nagrade za najbolji naučno-fantastični roman. U njemu se govori o kosmičkom sukobu, a posebno je inspirisan Bokačovim Dekameronom i Šoserovim Kanterberijskim pričama.
Od svojih prvih dela, Simons je postao poznat kao umešan pisac u stvaranju zapleta i kao jedan od najboljih autora naučne fantastike po kvalitetu svoje proze. Zapleti Simonsovih dela su obogaćeni njegovom bliskošću sa delima klasične književnosti; mnoga njegova dela vuku veze iz raznih klasika:
- Vani Fuči je živ, zdrav i eno ga u paklu kratka priča iz 1988. koja ismeva TV-propovednike, uključena u zbirku Molitve slomljenom kamenju govori o kratkom povratku na Zemlju istoimenog lika iz naslova, žitelja Danteovog „Pakla“
- Osnovni zaplet Hiperiona, grupa različitih pojedinaca na hodočašću je uzet iz srednjovekovne poeme Kanterberijske priče
- Šuplji čovek (1992) je napisan pod uticajem Danteovog „Pakla“ i T.S. Eliota
- Kratka priča iz 1993, Veliki ljubavnik, inspirisana je ratnim pesnicima iz Prvog svetskog rata
- Njegov ciklus Ilion/Olimp je nadahnut Homerovim delima
- Lik Ade i njenog doma u Ardis Holu, u Ilionu je inspirisan romanom Vladimira Nabokova Ada ili strast, što je bio Nabokovljev izlet u žanr fikcije i alternativne prošlosti.

## Filmske adaptacije
U januaru 2004, najavljeno je da će na osnovu scenarija koji je Simons napisao na osnovu romana Ilion i Olimp biti snimljen film, a da će Simons biti izvršni producent. Ilion se najavljuje kao „epska priča koja se proteže preko 5000 godina i kroz ceo Sunčev sistem, uključujući teme i likove Homerove Ilijade i Šekspirove Bure“. Jula 2004, Ilion je nagrađen "Lokus" priznanjem za najbolji SF roman 2003.

## Dela

### Spev o Hiperionu
1. Hiperion (1989) - Hugo nagrada, 1990; Lokus nagrada, 1990
2. Pad Hiperiona (1990)
3. Endimion (1996)
4. Uspon Endimiona (1997)

### Ilion/Olimp
1. Ilion (2003) - Lokus nagrada, 2004
2. Olimp (2005)

### Joe Kurtz
1. (2001)
2. (2002)
3. (2003)

### Ostale knjige
- Pesma boginje Kali (1985) - World Fantasy Award, 1986
- Strvinarska uteha (1989) - nagrada Bram Stoker, 1989
- (1989)
- Krevet entropije u ponoć (1990)
- (1990, zbirka kratkih priča)
- Leto noći (1991)
- Letnje skice (1992)
- Deca noći (1992) - Lokus nagrada, 1993 (Horor)
- (1993, zbirka kratkih priča)
- Šuplji čovek (1992)
- Rajske vatre (1994)
- (1999)
- Darvinova oštrica (2000)
- Ukleta zima (2002)
- (2002, zbirka kratkih priča)
- Teror (2007)
- Drud (2009)
- Crna brda (2010)
- (2011)
- Gnusno (2013)
- (2015)
- (2023)

## Spoljašnje veze
- Zvanični sajt Архивирано на веб-сајту  (24. мај 2020)